# Vườn quốc gia Big Bend
Vườn quốc gia Big Bend là một vườn quốc gia nằm ở tiểu bang Texas của Hoa Kỳ, gần biên giới với México. "Big Bend" có tầm quan trọng quốc gia như là khu vực được bảo vệ lớn nhất của địa hình và sinh thái học sa mạc Chihuahua tại Hoa Kỳ và Mexico. Vườn quốc gia bao gồm hơn 1.200 loài thực vật, hơn 450 loài chim, 56 loài bò sát và 75 loài động vật có vú.
Khu bảo tồn rộng 801.163 mẫu Anh (1.252 dặm vuông; 3.242 km²). Nó có diện tích lớn hơn cả bang Rhode Island. Chỉ một vài vườn quốc gia khác vượt trội so với vườn quốc gia này về giá trị bảo vệ và nghiên cứu các nguồn tài nguyên địa chất và cổ sinh vật học. Một loạt các hóa thạch kỷ Phấn Trắng và Kỷ Đệ tam cũng như các hiện vật văn hóa của người bản địa châu Mỹ có mặt tại đây. Các nhà khảo cổ phát hiện được nhiều hiện vật ước tính là 9.000 năm tuổi. Ngoài ra là các tòa nhà lịch sử và cảnh quan tự nhiên cung cấp minh họa sinh động về cuộc sống dọc theo biên giới quốc tế trong thế kỷ 19.
Với chiều dài hơn 1.000 dặm (1.600 km), sông Rio Grande/Río Bravo tạo thành biên giới tự nhiên giữa Mexico và Hoa Kỳ, vườn quốc gia Big Bend quản lý khoảng 244 dặm (393 km) dọc theo ranh giới đó. Vườn quốc gia được đặt tên theo khu vực, bao quanh bởi những đoạn uốn cong lớn ở biên giới Texas - Mexico.
Vì Rio Grande phục vụ như một biên giới quốc tế, nên vườn quốc gia Big Bend phải đối mặt với khó khăn bất thường trong khi quản lý và thực thi các quy tắc, quy định và chính sách của vườn quốc gia. Để phù hợp với Hiệp ước Guadalupe Hidalgo, lãnh thổ của vườn quốc gia chỉ mở rộng đến trung tâm của lòng sông sâu nhất theo dòng chảy năm 1848. Phần còn lại của vùng đất phía nam lòng sông đó và con sông nằm trong lãnh thổ Mexico.

## Địa lý và khí hậu
Khí hậu tại đây có sự tương phản mạnh mẽ, có thể được mô tả như là một trong những thái cực. Những ngày khô và nóng cuối mùa xuân và mùa hè thường vượt quá 100 °F (38 °C) tại các khu vực thấp hơn. Mùa đông nhiệt độ dễ chịu tại khắp vườn quốc gia, nhưng nhiệt độ dưới điểm đóng băng thỉnh thoảng xảy ra. Vì độ cao từ khoảng 1.800 feet (550 m) dọc theo con sông tới 7.832 feet (2.387 m) tại đỉnh Emory ở dãy núi Chisos nên có một sự khác biệt lớn về độ ẩm trong không khí và nhiệt độ tồn tại trên khắp vườn quốc gia. Các biến đổi này đóng góp vào sự đa dạng đặc biệt về môi trường sống của thực vật và động vật. Một số loài chỉ có mặt trong vườn quốc gia, chẳng hạn như loài cử đỏ Chisos (Quercus gravesii), mà không thể được tìm thấy ở bất cứ nơi nào khác ở Hoa Kỳ.
Chiều dài 118 dặm (190 km) của sông Rio Grande tạo nên ranh giới của vườn quốc gia ở phía nam, bao gồm các hẻm núi ngoạn mục như Santa Elena, Mariscal, và Boquillas. Rio Grande, uốn khúc qua phần này của sa mạc Chihuahua, đã chia cắt các hẻm núi sâu với những bức tường gần như thẳng đứng qua 3 phay nghịch chủ yếu là đá vôi. Xuyên suốt vùng sa mạc rộng lớn, khu vực ven sông Rio Grande trù phú bao gồm rất nhiều loài động thực vật và các nguồn tài nguyên văn hóa quan trọng. Vành đai thực vật mở rộng vào trong sa mạc dọc theo các con lạch và con rạch.
Phía nam biên giới là các bang Chihuahua và Coahuila của Mexico và các khu vực bảo vệ hệ động thực vật mới được tạo ra, trong đó có các khu vực được gọi là Maderas del Carmen và Canon de Santa Elena.
Năm 2012, vườn quốc gia được Hiệp hội quốc tế Bầu trời tối đặt tên là "Công viên quốc tế Bầu trời tối", công nhận Big Bend như là một trong mười nơi trên hành tinh được chứng nhận để ngắm sao trong đêm tối. Ngoài ra, Hiệp hội công nhận Big Bend như là địa điểm có bầu trời tối nhất đo được trong 48 địa điểm được đo tại Hoa Kỳ. Trong nhiều đêm, du khách có thể nhìn lên bầu trời để ngắm nhìn hàng ngàn ngôi sao, hành tinh sáng, và có thể quan sát rõ ràng dải Ngân Hà. Các nhà thiên văn học, cả chuyên nghiệp lẫn nghiệp dư, được thấy tại đây trong những đêm không trăng khi đang quan sát các ngôi sao qua kính thiên văn cầm tay.

## Địa chất
Các hoạt động kiến tạo lâu đời nhất được ghi nhận trong vườn quốc gia có liên quan đến kiến tạo Marathon Đại Cổ sinh, mặc dù nó có thể là sự kiện diễn ra trong Đại Nguyên sinh (hơn 550 triệu năm trước). Các kiến tạo Marathon là một phần của việc đẩy những tảng đá từ Mảng Nam Mỹ lên so với mảng Bắc Mỹ. Điều này có thể được nhìn thấy rõ nhất trong khu vực Persimmon Gap của vườn quốc gia. Sự kiện tạo núi này có liên quan đến việc nhiều các phiến đá kỷ Trias và kỷ Jura trong vườn quốc gia.
Giữa kỷ Trias và kỷ Phấn Trắng, mảng Nam Mỹ tách giãn ra từ mảng Bắc Mỹ, kết quả là sự lắng đọng của đá vôi Glen Rose, đá vôi Del Carmen, đá vôi Santa Elena, đất sét Del Rio, đá vôi Buda và Boquillas. Cũng trong thời gian này, các máng Chihuahua hình thành như Vịnh Mexico mở rộng, kết quả ở phía đông-tây nổi bật các vết đứt gãy. Như một kết quả của thời gian trầm tích này, hóa thạch của khủng long, thực vật  và các hóa thạch khác được bảo quản tốt trong vườn quốc gia Big Bend.